# Кукавадзе, Георгий Михайлович
Георгий Михайлович Кукавадзе (18 января 1914 — 20 января 1992) — советский учёный в области масс-спектроскопии, доктор физико-математических наук, профессор.

## Биография
Родился 18 января 1914 г. в Харькове в семье педагогов. В 1922 г. переехал с родителями в Тбилиси.
Окончил Тбилисский университет (1937, с отличием) и аспирантуру Харьковского физико-технического института АН УССР (1941, с защитой диссертации на тему «Рассеяние медленных нейтронов»).
В мае 1942 г. призван РККА и зачислен курсантом Тбилисского артиллерийского училища, в августе того же года направлен на Кавказский фронт. Награждён медалями «За боевые заслуги» и «За оборону Кавказа», «За победу над Германией» и «За доблестный труд в Великой Отечественной войне».
Как научный работник в феврале 1943 г. демобилизован и зачислен на должность старшего научного сотрудника АН Грузинской ССР. По совместительству преподавал в Грузинском индустриальном и Тбилисском железнодорожном институтах, читал лекции по физике.
В ноябре 1945 г. переехал в Москву, работал старшим инженером Вакуумной лаборатории при Московском электроламповом заводе.
С октября 1946 года — в ИТЭФ (первоначально — Лаборатория № 3 АН СССР). Руководил группой масс-спектрометрии, которая разработала один из первых советских масс-спектрометров и, на его основе — высокочувствительный течеискатель, который был использован при строительстве в ИТЭФ первого советского тяжеловодного реактора (запущен в 1949 г.).
Под его руководством сконструирован и в декабре 1966 года начал работу первый автоионный микроскоп ИТЭФ.
По совместительству около 30 лет преподавал в МФТИ сначала в должности доцента, затем — профессора кафедры вакуумной электроники, читал курсы «Основы вакуумной техники» и «Физические методы анализа».
Соавтор докладов советской делегации на Международных конференциях по мирному использованию атомной энергии:
- Измерение сечения поглощения и сечения радиационного захвата урана-233 для котельного спектра нейтронов [Текст] / Г. М. Кукавадзе, Л. Л. Гольдин, М. П. Аникина, Б. В. Эршлер. — Москва : [б. и.], 1955. — 13 с. : ил.; 22 см. — (Доклады, представленные СССР на Международную конференцию по мирному использованию атомной энергии; 10).
- Аникина М. П., Арон П. М., Горшков В. К., Иванов Р. Н., Крижанский Л. М., Кукавадзе Г. М., Мурин А. Н., Реформатский И. А., Эршлер Б. В. Масс-спектроскопические исследования продуктов деления урана-233, урана-235 и плутония-239 // Ядерная физика : Труды Второй Международной конференции по мирному использованию атомной энергии. Женева. 1958. — М. : Атомиздат, 1959. — С. 396—399.

Сочинения:
- Г. М. Кукавадзе, М. П. Аникина, Л. Л. Гольдин, Б. В. Эршлер, Сессия АН СССР по мирному использованию атомной энергии 1—5 июля 1955 г. (заседания отд. хим. наук). Изд. АН СССР, 1955, стр. 205.
- Иванов Р. Н., Горшков В. К., Аникина М. П., Кукавадзе Г. М., Эршлер Б. В. Выходы некоторых тяжелых осколков при делении U233 // Атомная энергия. Том 3, вып. 12. — 1957. — С. 546—547.

Соавтор 3 изобретений, защищённых патентами.
Доктор физико-математических наук.
Умер в Москве 20 января 1992 г., похоронен в Тбилиси.